# Ruta nacional PE-06
La ruta nacional PE-06 es una carretera transversal que comunica la ciudad de Chiclayo con el distrito de Pimentel. Está construida a modo de multicarril con doble calzada.

## Trayectoria
Emp. PE-1N (Dv. Pimentel) - Pimentel.